# دان آکرمن
دان آکرمن (انگلیسی: Don Ackerman; ۴ سپتامبر ۱۹۳۰ – ۹ ژوئیهٔ ۲۰۱۱) بازیکن بسکتبال اهل ایالات متحده آمریکا بود.
از فیلم‌ها یا برنامه‌های تلویزیونی که وی در آن نقش داشته‌است می‌توان به درخشش، مسائل خاکستری اشاره کرد.
از باشگاه‌هایی که در آن بازی کرده‌است می‌توان به نیویورک نیکس اشاره کرد.